# Nuevo Reino de León
El Nuevo Reino de León fue un territorio administrativo del Imperio español, en el virreinato de Nueva España. Dependió de la Intendencia de San Luis Potosí en el ramo de hacienda desde 1786. Su ubicación se encontraba en el área que corresponde generalmente al actual estado de Nuevo León en el actual México.

## Orígenes
Previamente a su fundación, el capitán portugués Alberto del Canto había intentado establecer un asentamiento llamado "Ojos de Santa Lucía" en el área que posteriormente sería la capital de este reino. Sin embargo, este asentamiento no prosperó y su fundación oficial fue en el año de 1582 por Luis de Carvajal y de la Cueva, llamándola "Villa de San Luis". Carvajal también portugués, más tarde condenado por falsa conversión del judaísmo, se establece con otros colonizadores españoles y portugueses después de que el rey de España Felipe II fomentara la colonización del norte de la Nueva España y decretara la creación de un reino, que tendría por nombre el Nuevo Reino de León, en honor al antiguo Reino de León de España.
En las capitulaciones entre el Rey Felipe 2º Felipe II y Luis de Carvajal y de la Cueva se estableció que las dimensiones del Nuevo Reino de León, debía de tener las dimensiones de 200 leguas hacia el Oeste y de 200 leguas hacia el Norte partiendo desde la desembocadura del río Pánuco, es decir que en medidas decimales dicha superficie debía ser de 840 kilómetros por 840 kilómetros, lo que daba una superficie de unos 705,000 kilómetros cuadrados. Los cual comprenderían lo que son ahora los estados de Nuevo León, Tamaulipas, Coahuila, Texas, Chihuahua y Zacatecas; así como partes de Durango, San Luis Potosí y llegando hasta el Sur de Sinaloa.
La fundación de este reino fue parte del proyecto de la Corona Española de expansión para la colonización de los territorios del Norte de la Nueva España, y establecer una amplia región fronteriza que evitó la introducción de los franceses desde la Louisiana y de los ingleses desde Canadá.

## Historia
El Nuevo Reino de León era gobernado políticamente por el Virreinato de Nueva España y dependía eclesiásticamente del obispado de Guadalajara, sin embargo, permaneció aislado, ya que la comunicación era afectada por el factor de la distancia a las principales poblaciones de la Nueva España, y al hecho de que los caminos y fronteras en algunos casos no estaban totalmente definidos.
Esto lo llevó a ser funcionalmente autónomo durante una gran parte de su historia, lo que derivó en la integración con las provincias vecinas, con las cuales tenía mayor facilidad de comunicación, formando la semiautónoma Comandancia General de las Provincias Internas, la cual después se separaría en las de Occidente y Oriente. El Nuevo Reino de León pasó a formar parte de las Provincias Internas de Oriente junto con las provincias de Coahuila, Nuevo Santander y Texas. Formó parte de esta unión regional hasta su separación en 1821, ocasionada por la independencia del Imperio Mexicano.

## Geografía
El Nuevo Reino de León, limitaba al norte, este y sureste con la provincia de Nuevo Santander, al noroeste y oeste con la provincia de Coahuila, suroeste con la provincia de Nueva Vizcaya, y al sur con la parte más nororiental de la provincia de Nueva Galicia. 
La división política del Nuevo Reino de León, consistía en un conjunto de divisiones administrativas llamadas alcaldías mayores, las cuales fueron constantemente cambiando a través de su historia, debido a recientes fundaciones, separaciones y anexiones de algunas de otras.
Para principios de 1800, poco antes del inicio de la independencia de la Nueva España, las alcaldías del Nuevo Reino de León eran:
- Valle de las Salinas: región del Nuevo León en la que se encontraba las villas de San Francisco de Cañas, San Nicolás de Tolentino, Hacienda de Chipinque, Hacienda de Eguía de viudas, entre otras. Su cabecera administrativa era la villa de Nuestra Señora de Salinas, actualmente el municipio de Salinas Victoria. Abarcaba los municipios actuales de Nuevo León, de Mina, Abasolo, Hidalgo, El Carmen, Salinas Victoria, y también los municipios de Higueras, Marín, Doctor Coss, General Zuazua, separándose estos últimos municipios en 1808 para formar el Valle del Carrizal.

- San Pedro Boca de Leones: región administrativa y real minero del Nuevo Reyno de León que conforma el actual municipio de Villaldama.

- Santiago de las Sabinas: región administrativa y también real minero del Nuevo Reyno de León, estaba conformado por el actual municipio neoleonés de Sabinas Hidalgo, incluía también el municipio de Vallecillo.

- San Gregorio de Cerralvo: era una de las primeras regiones administrativas del Nuevo Reyno de León, también fue presidio, y real minero, comprendía el territorio del actual municipio de Cerralvo, junto con todo el territorio del actual municipio de Melchor Ocampo.

- San Juan Bautista de Cadereyta: región del Nuevo Reyno de León, que comprendía el territorio del actual municipio de Cadereyta Jiménez y parte de Juárez García.

- Santiago del Huajuco: región del Nuevo Reyno de León, que comprendía el actual territorio de Santiago.

- Valle del Pilón: región del Nuevo Reyno de León que comprendía los actuales municipios Allende, Montemorelos, General Terán y Rayones.

- San Felipe de Linares: región administrativa del Nuevo Reyno de León, su cabecera administrativa era la actual ciudad de Linares, el valle de San Felipe de Linares, incluía también dentro de su administración el valle de San Felipe de Jesús de China, subdivisión que integraba los actuales municipios de China, y General Bravo.

- San Antonio de los Llanos: región del Nuevo Reyno de León que incluía el territorio del actual municipio de Hidalgo.

- Río Blanco: región del Nuevo Reyno de León, que inegraba diversos municipios actuales del sur de Nuevo León, entre los cuales estaban, Aramberri, General Zaragoza, Doctor Arroyo.

- Labradores: región del Nuevo Reyno de León que comprendía el actual municipio de Galeana, durante un tiempo esta alcaldía mayor fue administrada por el valle del Pilón.

- Valle de Santa Catarina: región del Nuevo Reyno de León que comprendía el actual municipio de Santa Catarina.

- Valle de Pesquería Grande: región administrativa del Nuevo Reyno de León, comprendía el actual municipio de García.

- Concepción: región del Nuevo Reyno de León, que comprendía el municipio actual de Iturbide.

- San Cristóbal de Gualagüises: región del Nuevo Reyno de León, la cual consistía en una sola misión y, posteriormente, pueblo de indios, comprendía el actual municipio de Hualahuises.

- San Nicolás de los Gualeguas: región del Nuevo Reyno de León, limitada a una sola misión de frailes franciscanos, comprendía el actual municipio de Agualeguas.

- Guadalupe: región del Nuevo Reyno de León, posteriormente pueblo de indios, que comprendía el actual municipio de Guadalupe.

- San Miguel de Aguayo: región del Nuevo Reyno de León, pueblo de indios, que comprendía el actual municipio de Bustamante.

- Punta de Lampazos (también conocida como La punta): era una región administrativa del Nuevo Reino de León, su cabecera administrativa era la villa de Nuestra Sra. de la Punta de Lampazos, incluía también la Hacienda de San Antonio de la Iguana, la punta de Lampazos comprendía el territorio del actual municipio de Lampazos, pero incluía también partes de Anáhuac, en ese entonces la mayor parte del actual municipio de Anáhuac era de Coahuila, por lo tanto Lampazos, era el municipio ubicado en la zona más hacia al norte de Nuevo León, teniendo como frontera al norte la provincia de Nuevo Santander, hoy el estado de Tamaulipas, que en ese entonces se extendía hasta lo que hoy en día es el sur de Texas, teniendo como limíte el Río Nueces con la provincia de Texas.